# 13. Flak-Brigade
Die 13. Flak-Brigade war ein Großverband in Brigadestärke der Luftwaffe im Zweiten Weltkrieg. Die Aufstellung des Brigadestabes erfolgte im Juni 1942.

## Einsatzgeschichte
Zunächst noch unter dem Namen Flak-Brigade XIII für den Einsatz in Finnland aufgestellt, übernahm der Brigadestab die operative Führung aller in Finnland stehenden deutschen Flakkräfte. Der Gefechtsstand befand sich in Rovaniemi. Zum 1. November 1943 unterstanden ihr das
- Flak-Regiment 142 als Flakgruppe Finnland
- Flak-Regiment 181 als Flakgruppe Lappland
- Flak-Regiment 229 als Flakgruppe Eismeer

Insgesamt belief sich die Feuerkraft der Flak-Brigade zu dieser Zeit auf zwölf Flak-Abteilungen. Nach dem Waffenstillstand Finnlands mit der Sowjetunion am 19. September 1944 wurden die noch in Finnland stehenden Wehrmachtsverbände zur Räumung des Landes aufgefordert. Im Zuge des Lapplandkrieges musste der Gefechtsstand der 13. Flak-Brigade nach Banak in Nordnorwegen verlegt werden. Ende des Jahres 1944 verfügte die Flak-Brigade über 14 Flak-Abteilungen mit 96 Batterien, darunter aber nur eine schwere und 14 gemischte Flak-Abteilungen. Ferner unterstanden ihr weitere neun Alarm-Flak-Batterien.
Infolge des Rückzuges der Wehrmacht aus Finnland wurde der Brigadestab am 9. Februar 1945 aufgelöst. Die ihr unterstellten Regimenter wurde in schnellstmöglicher Verlegung nach Deutschland verschifft und dort an die zusammenbrechende Ost- und Westfront als Bodentruppen geworfen.

## Kommandeure
| Dienstgrad   | Name              | Datum                                   |
| ------------ | ----------------- | --------------------------------------- |
| Generalmajor | Ernst Buffa       | 20. Juni bis 21. Dezember 1942          |
| Generalmajor | Wolfgang Freytag  | 22. Dezember 1942 bis 19. Dezember 1944 |
| Oberst       | Kurt Schwerdtfege | 20. Dezember 1944 bis 6. Februar 1945   |